# Paphiopedilum
Paphiopedilum Pfitzer, 1886 è un genere di piante della famiglia delle Orchidacee. Comprende oltre un centinaio di specie di piante perlopiù terrestri, sprovviste di pseudobulbi e dalle foglie coriacee e persistenti.
Sono piante provenienti nella maggior parte dei casi dall'Asia tropicale, in particolare dalla Cina meridionale, dall'India e dal resto del sud-est asiatico ma anche dalle isole nell'Oceano Pacifico.
Il nome deriva da Paphos, una città cipriota secondo la leggenda città natale della dea Afrodite (Venere), e Pedilon che significa ciabatta, pantofola, la traduzione sarebbe Pantofola di Venere e si riferisce alla particolarissima forma del labello dei fiori di Paphiopedilum, forma condivisa con tutti i generi della sottofamiglia delle Cypripedioideae. 

Queste piante vengono coltivate per la straordinaria bellezza dei fiori e per la relativa facilità di coltivazione anche in ambito domestico.

## Descrizione

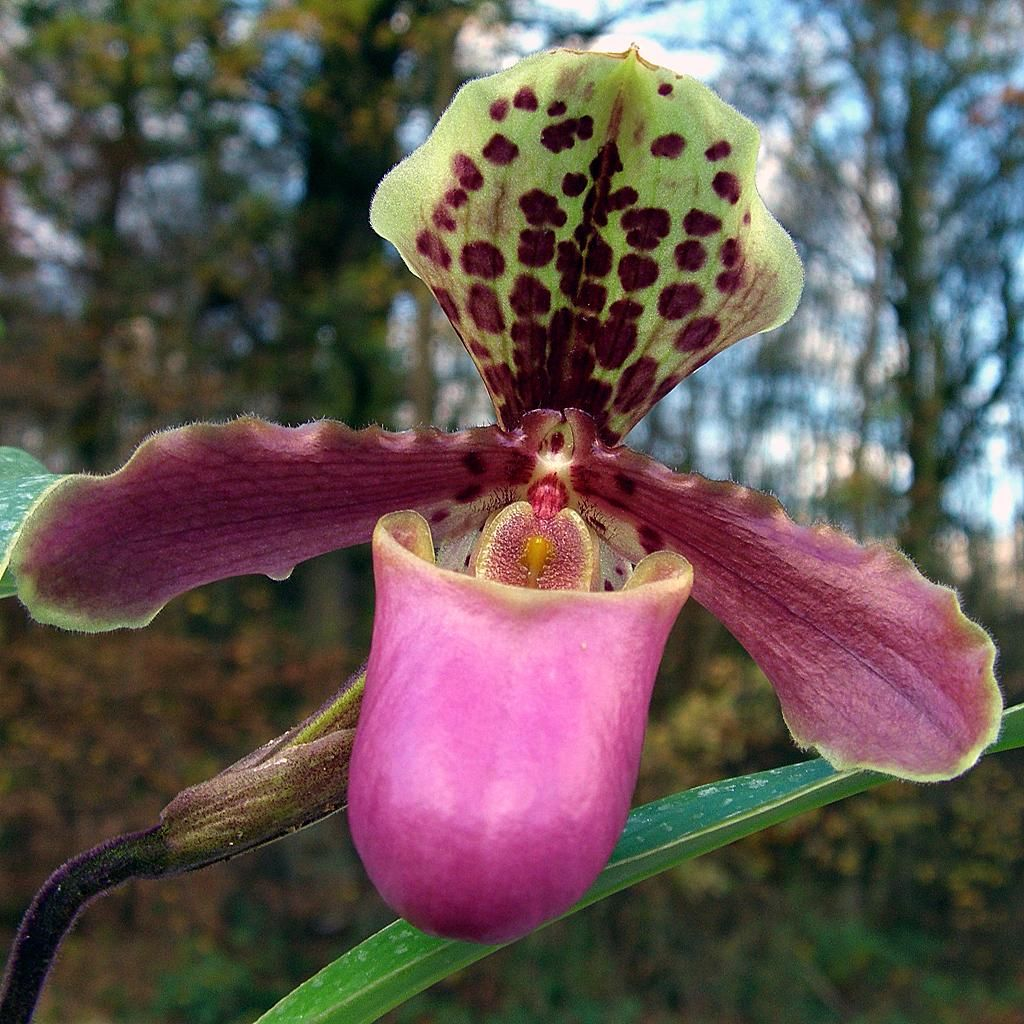
Fiore di Paphiopedilum henryanum

Si tratta di piante normalmente terrestri a sviluppo simpodiale, dotate cioè di più apici vegetativi che permettono alla pianta di emettere getti laterali che sostituiscono progressivamente i getti più vecchi. In natura i Paphiopedilum  crescono principalmente nell'humus o in altro materiale poroso e occasionalmente anche dentro a fessure delle rocce e sugli alberi.

Queste piante sono sprovviste di pseudobulbi: le foglie partono direttamente dal colletto e si dispongono a ventaglio. Queste possono essere corte e arrotondate oppure più lunghe e strette, comunque rigide e carnose, con una marcata piegatura longitudinale e di un colore che può essere verde chiaro uniforme per le specie provenienti da climi più freschi oppure riccamente variegati con macchie scure per le specie provenienti da climi tropicali. L'apparato radicale è molto fitto ed è formato da delicate radici sottili ma carnose. Le piante coltivate in vaso formano un intreccio di radici fittissimo in cui molte radici possono arrivare anche alla lunghezza di un metro.

Ogni getto fiorisce una sola volta e solo quando è abbastanza maturo (in generale impiega uno o due anni dal germoglio). I fiori sono portati da esili steli che hanno origine nel seno del getto. Lo stelo può portare un solo fiore oppure può produrne diversi in successione. Il fiore è sicuramente la parte più caratteristica e inconfondibile della pianta: infatti presenta un grande labello dalla forma di sacca o tasca contornato in alto dai due tepali fusi tra di loro e ai lati da due tepali che possono essere molto allungati e con sfumature di colori molto particolari.

## Tassonomia
Il genere Paphiopedilum comprende le seguenti specie:
- Paphiopedilum acmodontum M.W.Wood
- Paphiopedilum adductum Asher
- Paphiopedilum agusii Cavestro
- Paphiopedilum anitanum Cavestro
- Paphiopedilum appletonianum (Gower) Rolfe
- Paphiopedilum areeanum O.Gruss
- Paphiopedilum argus (Rchb.f.) Stein
- Paphiopedilum armeniacum S.C.Chen & F.Y.Liu
- Paphiopedilum ayubianum (O.Gruss & Roeth) Koop. & O.Gruss
- Paphiopedilum barbatum (Lindl.) Pfitzer
- Paphiopedilum barbigerum Tang & F.T.Wang
- Paphiopedilum bellatulum (Rchb.f.) Stein
- Paphiopedilum braemii H.Mohr
- Paphiopedilum bullenianum (Rchb.f.) Pfitzer
- Paphiopedilum bungebelangi Metusala
- Paphiopedilum callosum (Rchb.f.) Stein
- Paphiopedilum canhii Aver. & O.Gruss
- Paphiopedilum charlesworthii (Rolfe) Pfitzer
- Paphiopedilum ciliolare (Rchb.f.) Stein
- Paphiopedilum coccineum Perner & R.Herrm.
- Paphiopedilum concolor (Lindl. ex Bateman) Pfitzer
- Paphiopedilum cornuatum Z.J.Liu, O.Gruss & L.J.Chen
- Paphiopedilum dayanum (Lindl.) Stein
- Paphiopedilum delenatii Guillaumin
- Paphiopedilum dianthum Tang & F.T.Wang
- Paphiopedilum dodyanum Cavestro
- Paphiopedilum druryi (Bedd.) Stein
- Paphiopedilum emersonii Koop. & P.J.Cribb
- Paphiopedilum erythroanthum Z.J.Liu, X.Y.Liao & S.R.Lan
- Paphiopedilum exul (Ridl.) Rolfe
- Paphiopedilum fairrieanum (Lindl.) Stein
- Paphiopedilum fowliei Birk
- Paphiopedilum gigantifolium Braem, M.L.Baker & C.O.Baker
- Paphiopedilum glanduliferum (Blume) Stein
- Paphiopedilum glaucophyllum J.J.Sm.
- Paphiopedilum godefroyae (God.-Leb.) Stein
- Paphiopedilum gratrixianum Rolfe
- Paphiopedilum hangianum Perner & O.Gruss
- Paphiopedilum haynaldianum (Rchb.f.) Stein
- Paphiopedilum helenae Aver., 1996
- Paphiopedilum hennisianum (M.W.Wood) Fowlie
- Paphiopedilum henryanum Braem, 1987
- Paphiopedilum herrmannii F.Fuchs & H.Reisinger
- Paphiopedilum hirsutissimum (Lindl. ex Hook.) Stein
- Paphiopedilum hookerae (Rchb.f.) Stein
- Paphiopedilum inamorii P.J.Cribb & A.L.Lamb
- Paphiopedilum insigne (Wall. ex Lindl.) Pfitzer
- Paphiopedilum intaniae Cavestro
- Paphiopedilum jackii H.S.Hua
- Paphiopedilum javanicum (Reinw. ex Lindl.) Pfitzer
- Paphiopedilum kolopakingii Fowlie
- Paphiopedilum lawrenceanum (Rchb.f.) Pfitzer
- Paphiopedilum leucochilum (Rolfe) Fowlie
- Paphiopedilum liemianum (Fowlie) K.Karas. & K.Saito
- Paphiopedilum lowii (Lindl.) Stein
- Paphiopedilum lunatum Metusala
- Paphiopedilum malipoense S.C.Chen & Z.H.Tsi
- Paphiopedilum mastersianum (Rchb.f.) Stein
- Paphiopedilum micranthum Tang & F.T.Wang
- Paphiopedilum moquettianum (J.J.Sm.) Fowlie
- Paphiopedilum myanmaricum Koop., Iamwir. & S.Laohap.
- Paphiopedilum nataschae Braem
- Paphiopedilum niveum (Rchb.f.) Stein
- Paphiopedilum notatisepalum Z.J.Liu, Meina Wang & S.R.Lan
- Paphiopedilum ooii Koop.
- Paphiopedilum papilio-laoticus Schuit., Luang Aphay & Iio
- Paphiopedilum papuanum (Ridl.) L.O.Williams
- Paphiopedilum parishii (Rchb.f.) Stein
- Paphiopedilum parnatanum Cavestro
- Paphiopedilum philippinense (Rchb.f.) Stein
- Paphiopedilum platyphyllum T.Yukawa
- Paphiopedilum primulinum M.W.Wood & P.Taylor
- Paphiopedilum purpuratum (Lindl.) Stein
- Paphiopedilum qingyongii Z.J.Liu & L.J.Chen
- Paphiopedilum randsii Fowlie
- Paphiopedilum richardianum Asher & Beaman
- Paphiopedilum robinsonianum Cavestro
- Paphiopedilum rohmanii Cavestro & O.Gruss
- Paphiopedilum rothschildianum (Rchb.f.) Stein
- Paphiopedilum rungsuriyanum O.Gruss, Rungruang, Chaisur. & Dionisio
- Paphiopedilum sanderianum (Rchb.f.) Stein
- Paphiopedilum sangii Braem
- Paphiopedilum schoseri Braem & H.Mohr
- Paphiopedilum spicerianum (Rchb.f.) Pfitzer
- Paphiopedilum stenolomum Z.J.Liu, O.Gruss & L.J.Chen
- Paphiopedilum stonei (Hook.) Stein
- Paphiopedilum sugiyamanum Cavestro
- Paphiopedilum sukhakulii Schoser & Senghas
- Paphiopedilum supardii Braem & Löb
- Paphiopedilum superbiens (Rchb.f.) Stein
- Paphiopedilum thaianum Iamwir.
- Paphiopedilum tigrinum Koop. & N.Haseg.
- Paphiopedilum tonsum (Rchb.f.) Stein
- Paphiopedilum tranlienianum O.Gruss & Perner
- Paphiopedilum urbanianum Fowlie
- Paphiopedilum vejvarutianum O.Gruss & Roellke
- Paphiopedilum venustum (Wall. ex Sims) Pfitzer
- Paphiopedilum victoria-mariae (Sander ex Rolfe) Rolfe
- Paphiopedilum victoria-regina (Sander) M.W.Wood
- Paphiopedilum vietnamense O.Gruss & Perner
- Paphiopedilum villosum (Lindl.) Stein
- Paphiopedilum viniferum Koop. & N.Haseg.
- Paphiopedilum violascens Schltr.
- Paphiopedilum wardii Summerh.
- Paphiopedilum wenshanense Z.J.Liu & J.Yong Zhang
- Paphiopedilum wentworthianum Schoser & Fowlie
- Paphiopedilum wilhelminiae L.O.Williams
- Paphiopedilum xichouense Z.J.Liu & S.C.Chen
- Paphiopedilum zulhermanianum Cavestro

Sono inoltre noti i seguenti ibridi:
- Paphiopedilum × aspersum Aver.
- Paphiopedilum × burbidgei (Rchb.f.) Pfitzer
- Paphiopedilum × cribbii Aver.
- Paphiopedilum × crossianum (Rchb.f.) Stein
- Paphiopedilum × dalatense Aver.
- Paphiopedilum × deleonii Cabactulan, Cootes, Pimentel & Dionisio
- Paphiopedilum × dixlerianum Braem & Chiron
- Paphiopedilum × expansum J.T.Atwood
- Paphiopedilum × fanaticum Koop. & N.Haseg.
- Paphiopedilum × frankeanum Rolfe
- Paphiopedilum × glanzii O.Gruss & Perner
- Paphiopedilum × grussianum H.S.Hua
- Paphiopedilum × huangrongshuanum Petchl. & O.Gruss
- Paphiopedilum × kimballianum (Rchb.f.) Rolfe
- Paphiopedilum × leeanum O.Gruss
- Paphiopedilum × littleanum (Anon.) Rolfe
- Paphiopedilum × lushuiense Z.J.Liu & S.C.Chen
- Paphiopedilum × mattesii Pittenauer ex Roeth & O.Gruss
- Paphiopedilum × nitens (Rchb.f.) Stein
- Paphiopedilum × petchleungianum O.Gruss
- Paphiopedilum × polystigmaticum (Rchb.f.) Stein
- Paphiopedilum × powellii Christenson
- Paphiopedilum × pradhanii Pradhan
- Paphiopedilum × sanjiangianum Petchl. & O.Gruss
- Paphiopedilum × schlechterianum O.Gruss
- Paphiopedilum × shipwayae Rolfe
- Paphiopedilum × siamense (Rolfe) Rolfe
- Paphiopedilum × sinovillosum Z.J.Liu & S.C.Chen
- Paphiopedilum × tamphianum Aver. & O.Gruss
- Paphiopedilum × undulatum Z.J.Liu & S.C.Chen
- Paphiopedilum × vietenryanum O.Gruss & Petchl.
- Paphiopedilum × wuliangshanicum Z.J.Liu, O.Gruss & L.J.Chen
- Paphiopedilum × yingjiangense Z.J.Liu & S.C.Chen

### Alcune specie

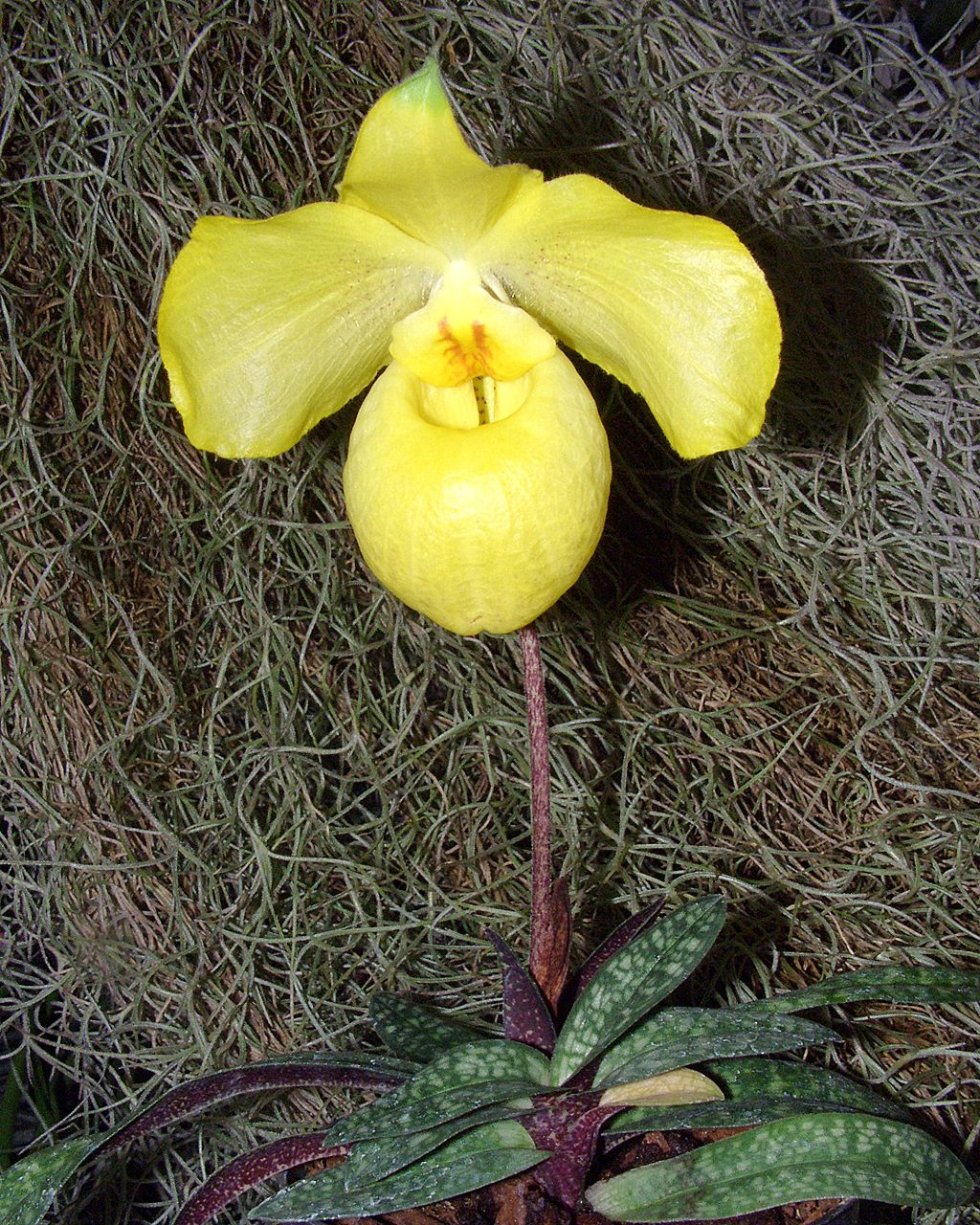
Paphiopedilum armeniacum
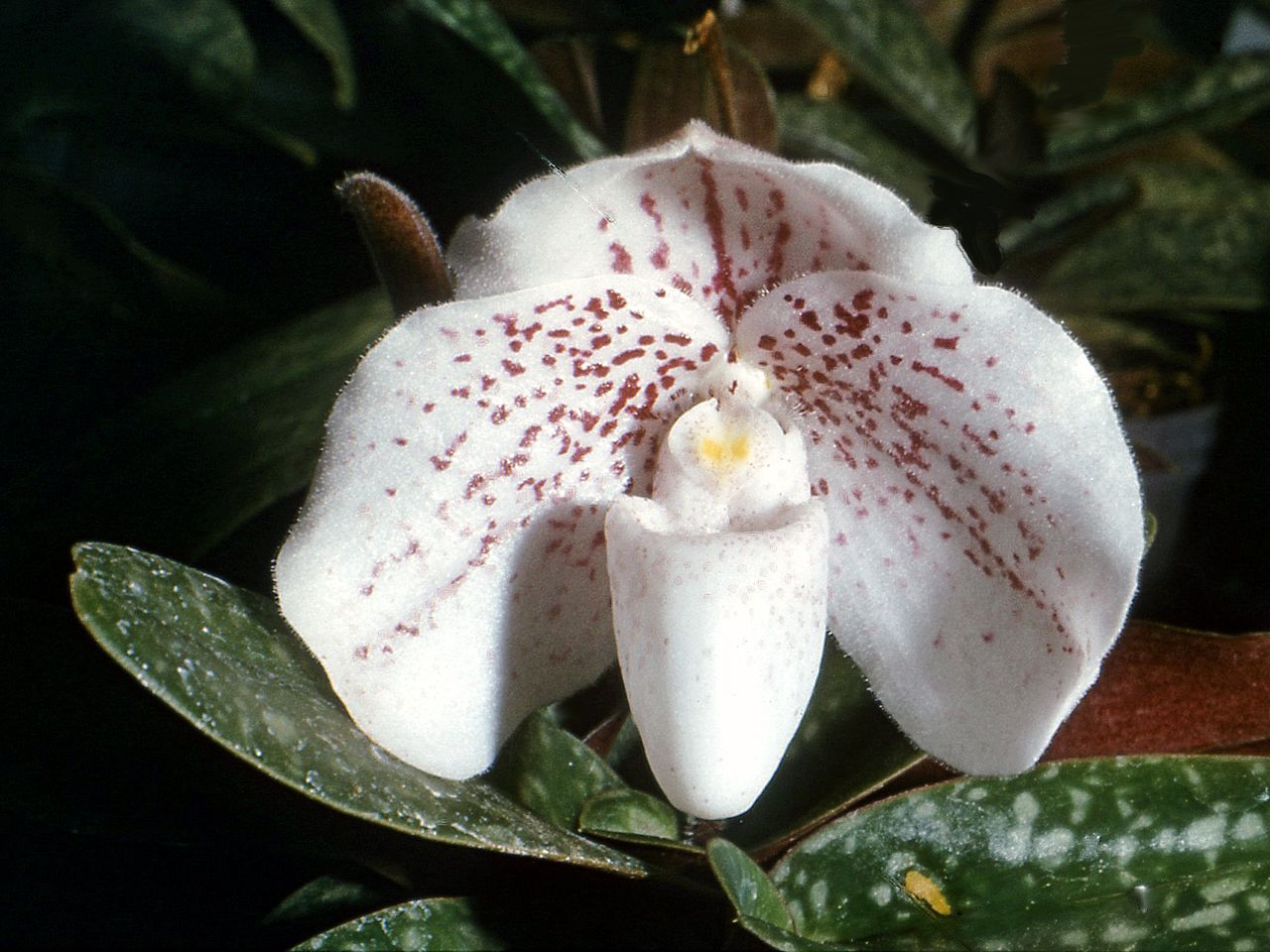
Paphiopedilum bellatulum
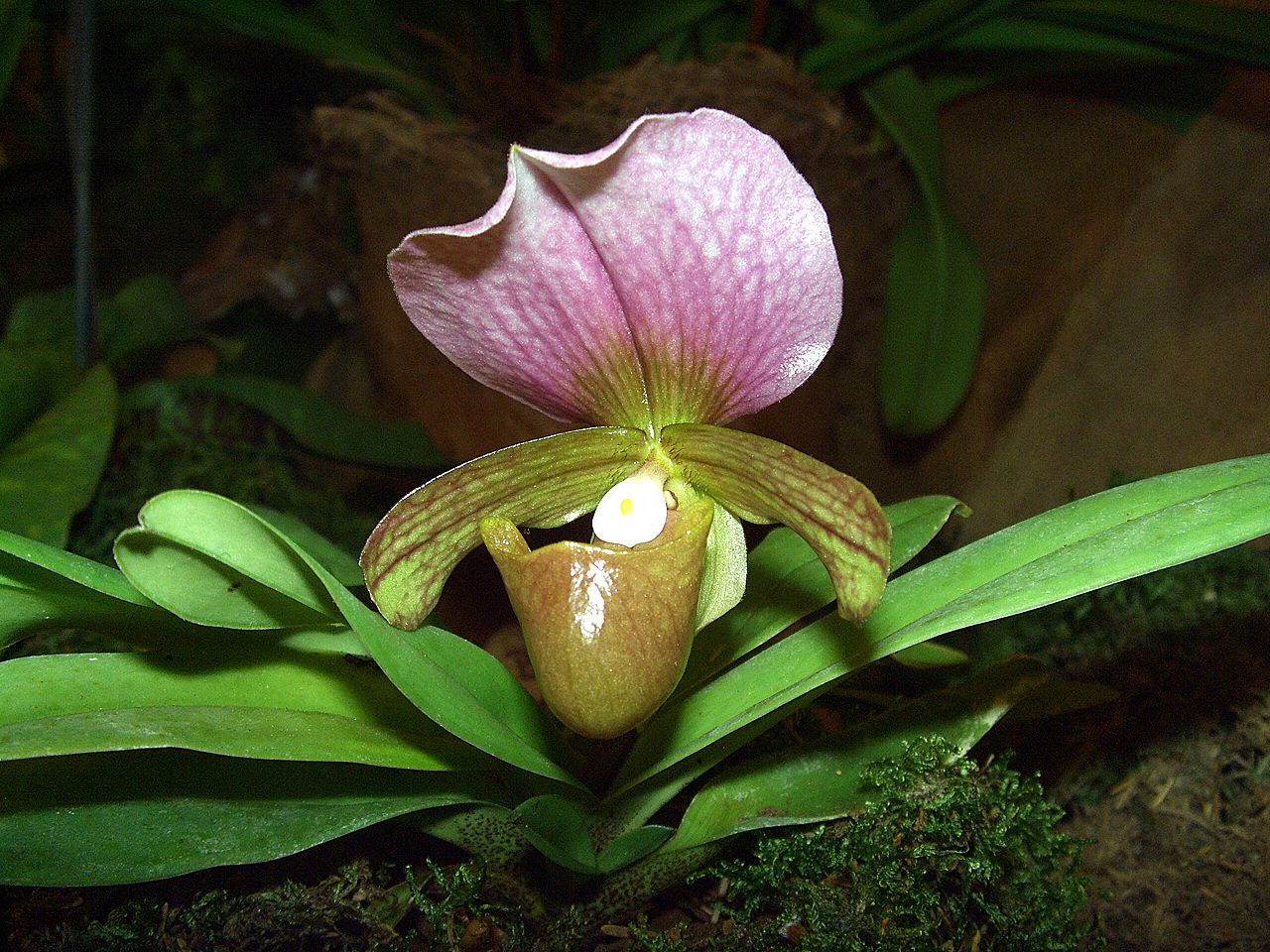
Paphiopedilum charlesworthii
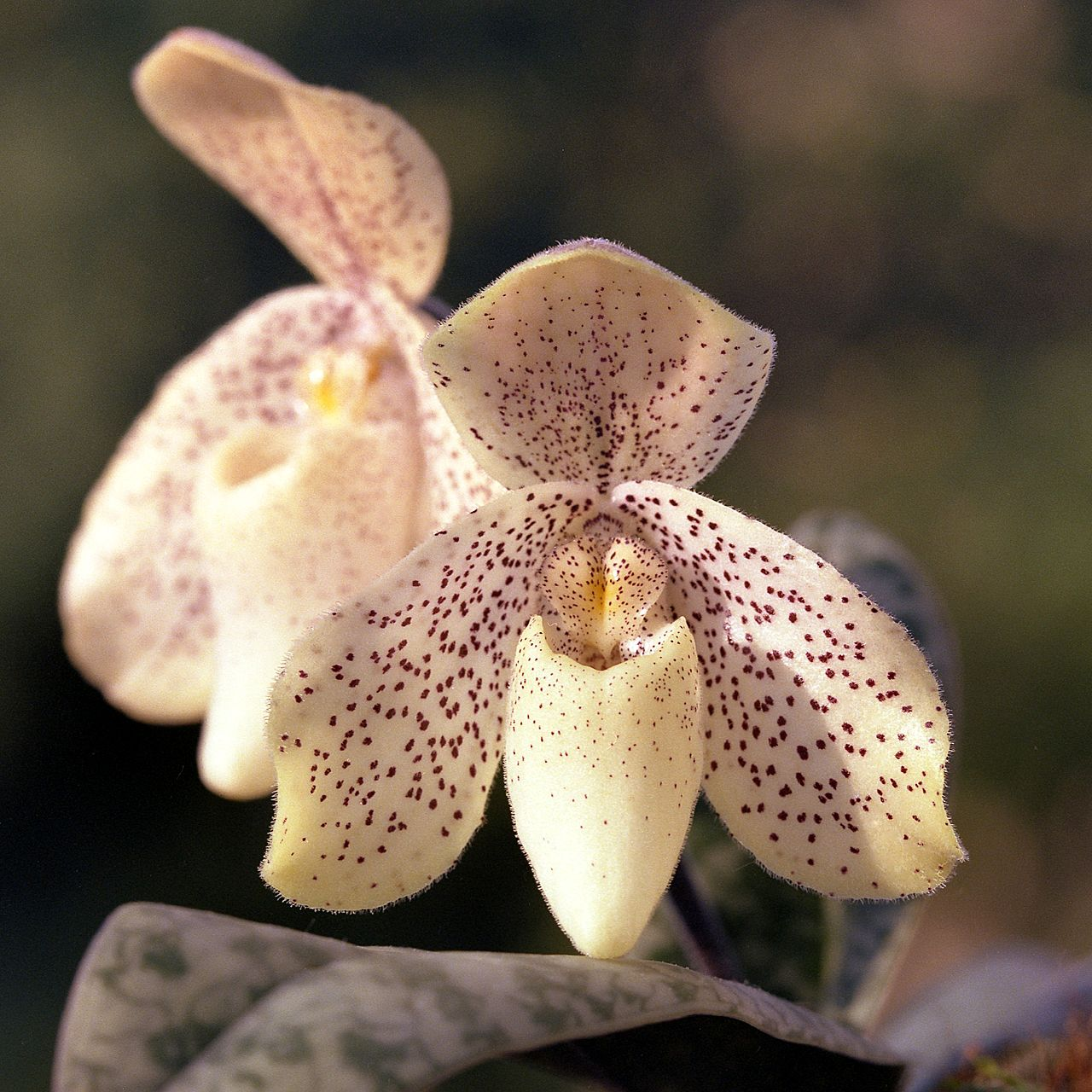
Paphiopedilum concolor
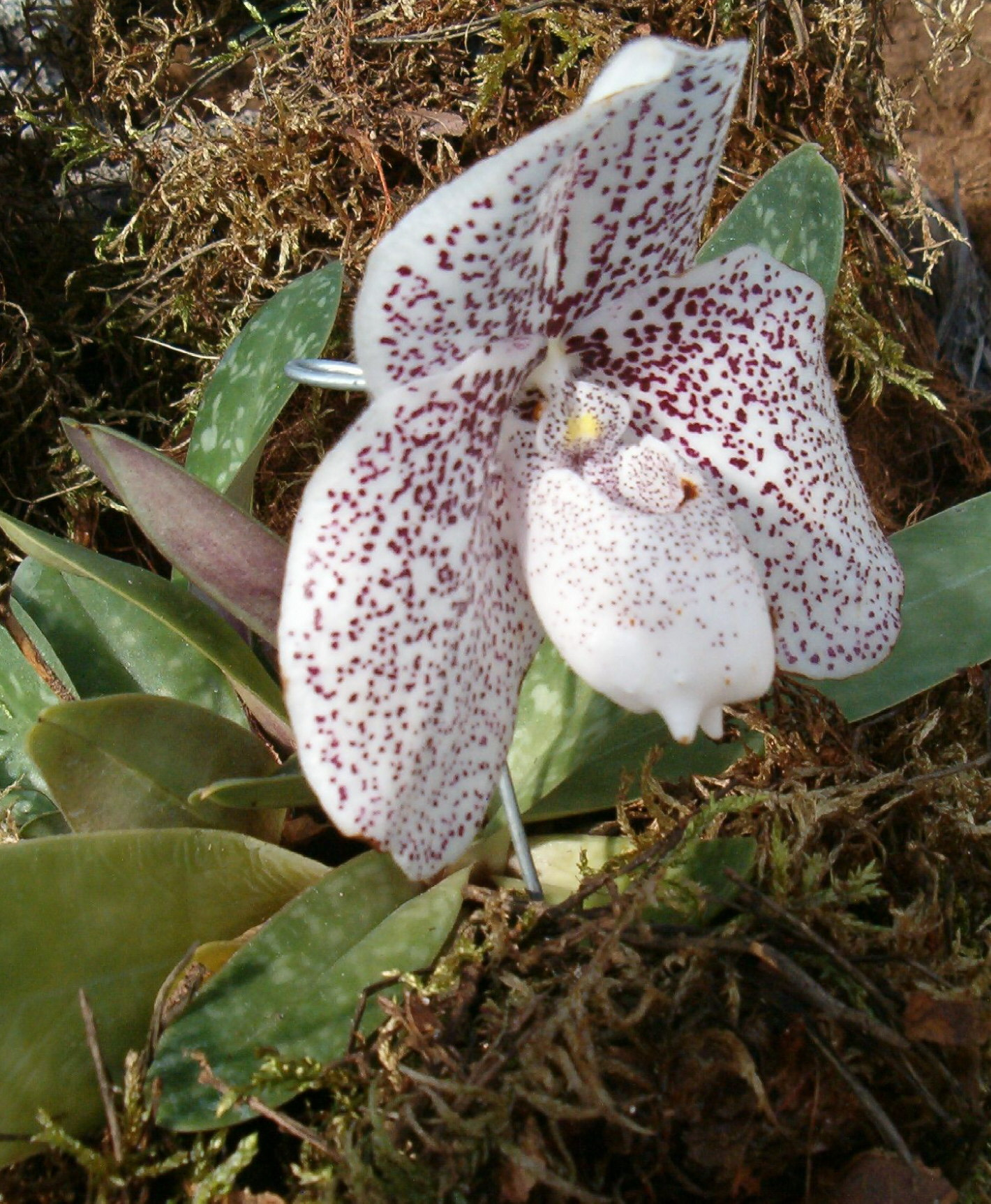
Paphiopedilum godefroyae
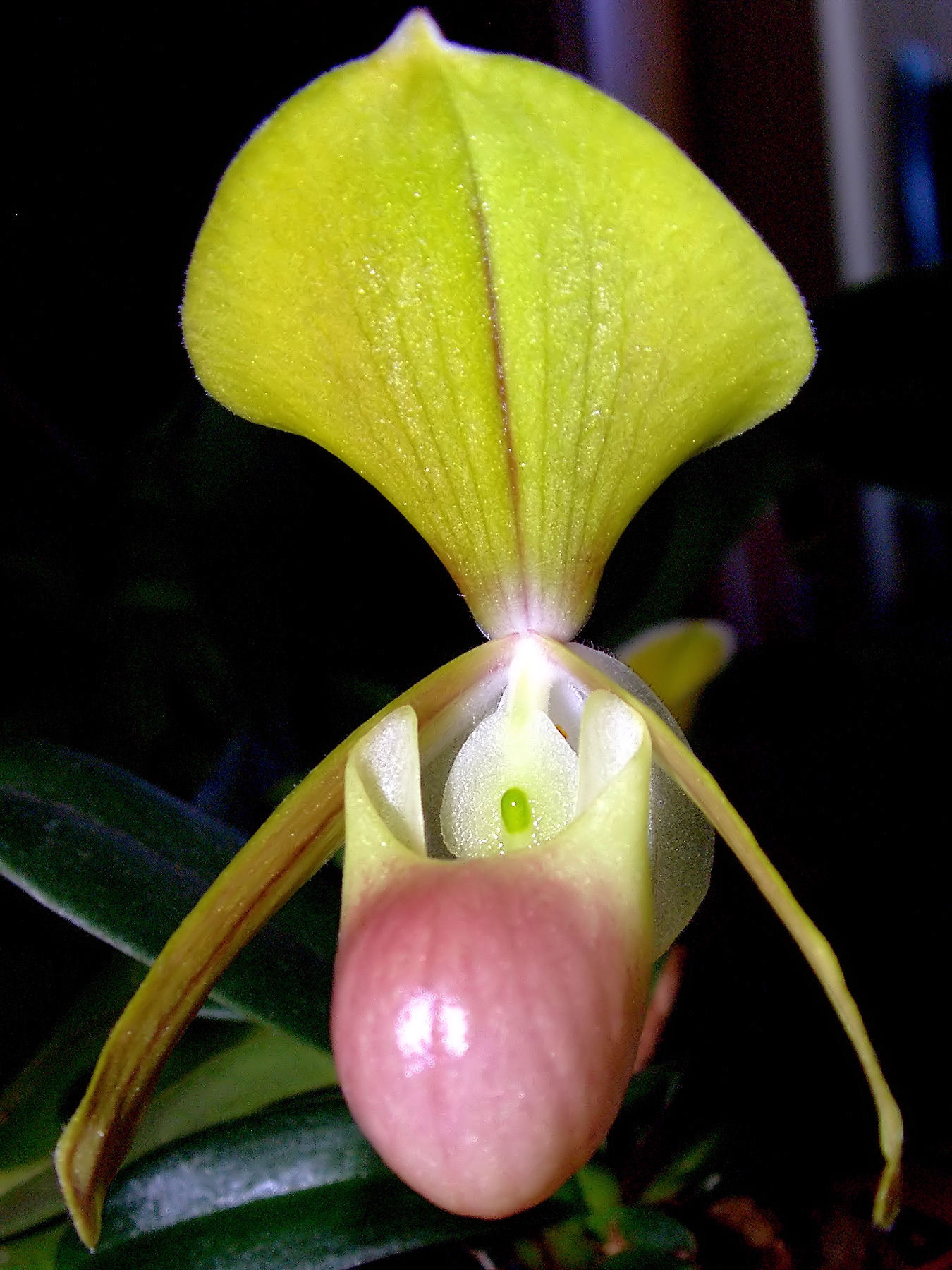
Paphiopedilum helenae
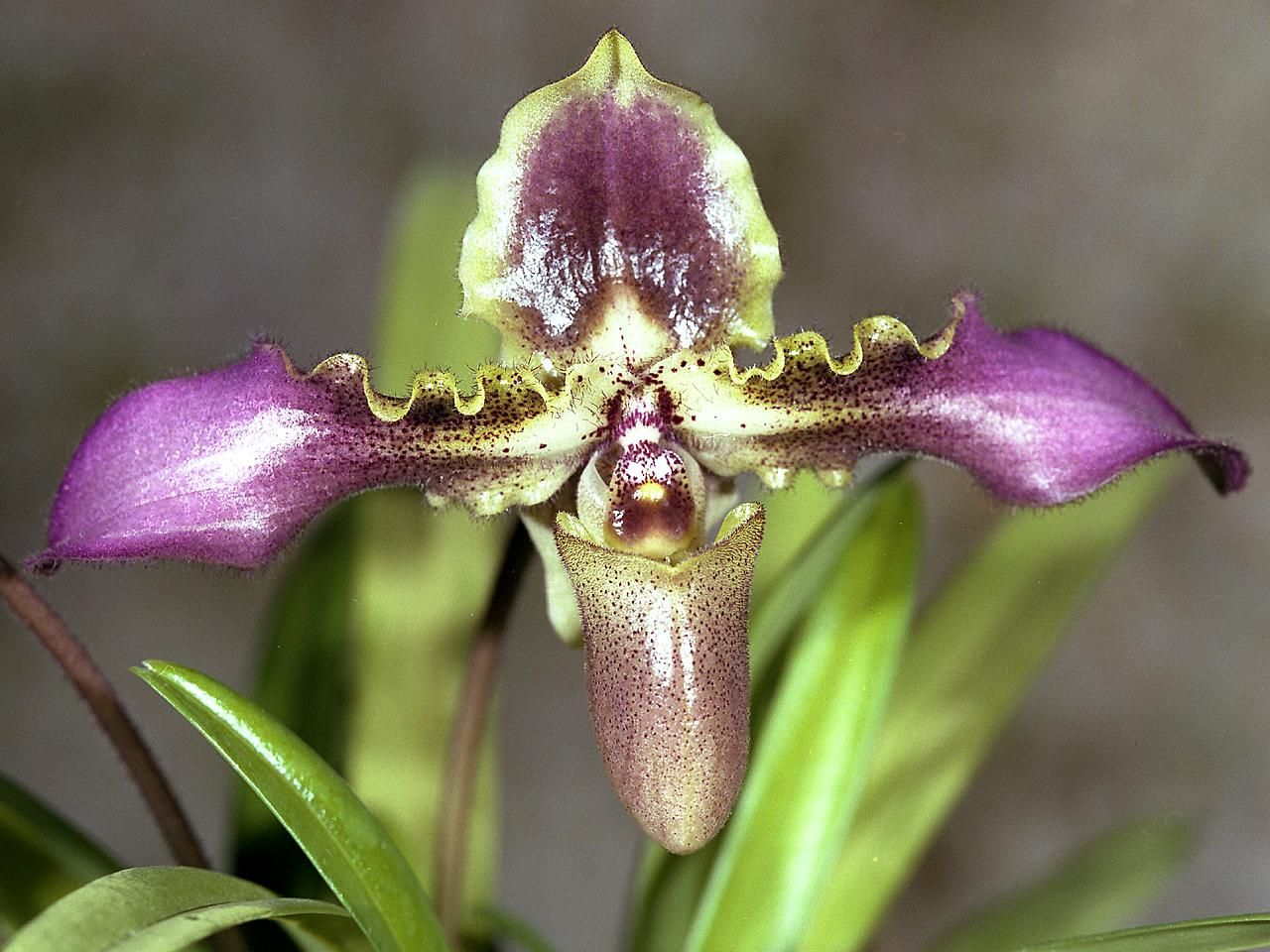
Paphiopedilum hirsutissimum
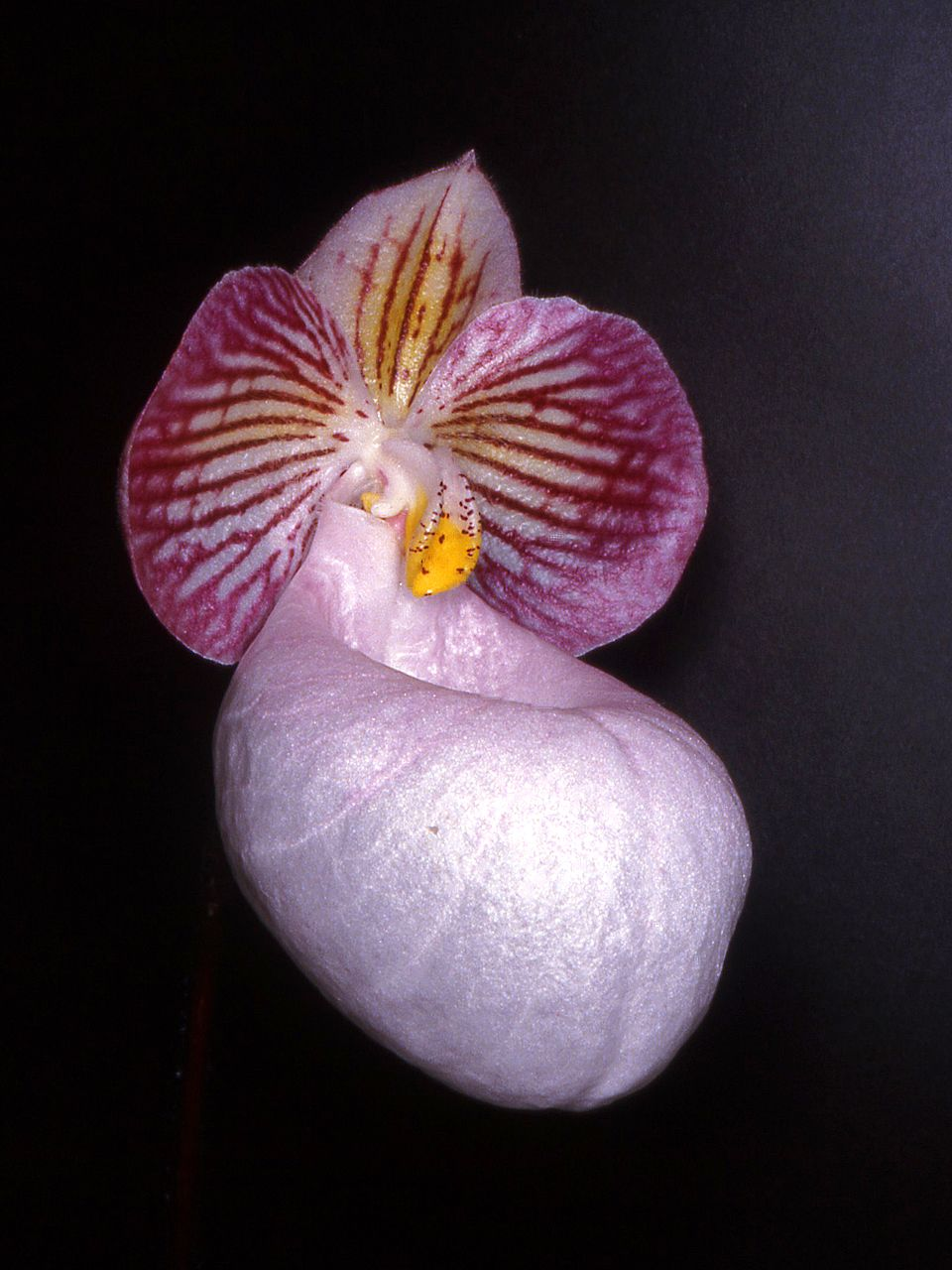
Paphiopedilum micranthum
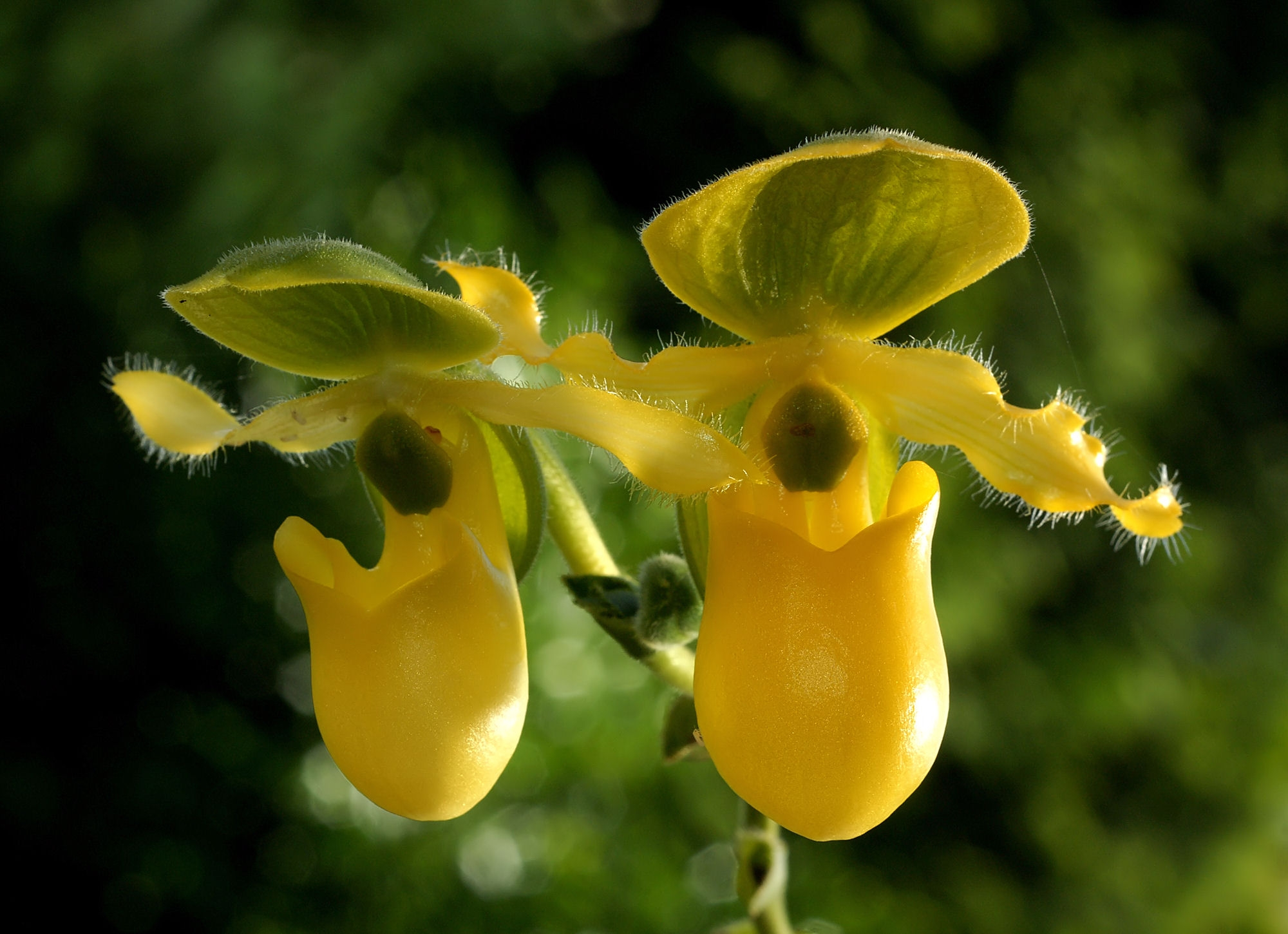
Paphiopedilum primulinum
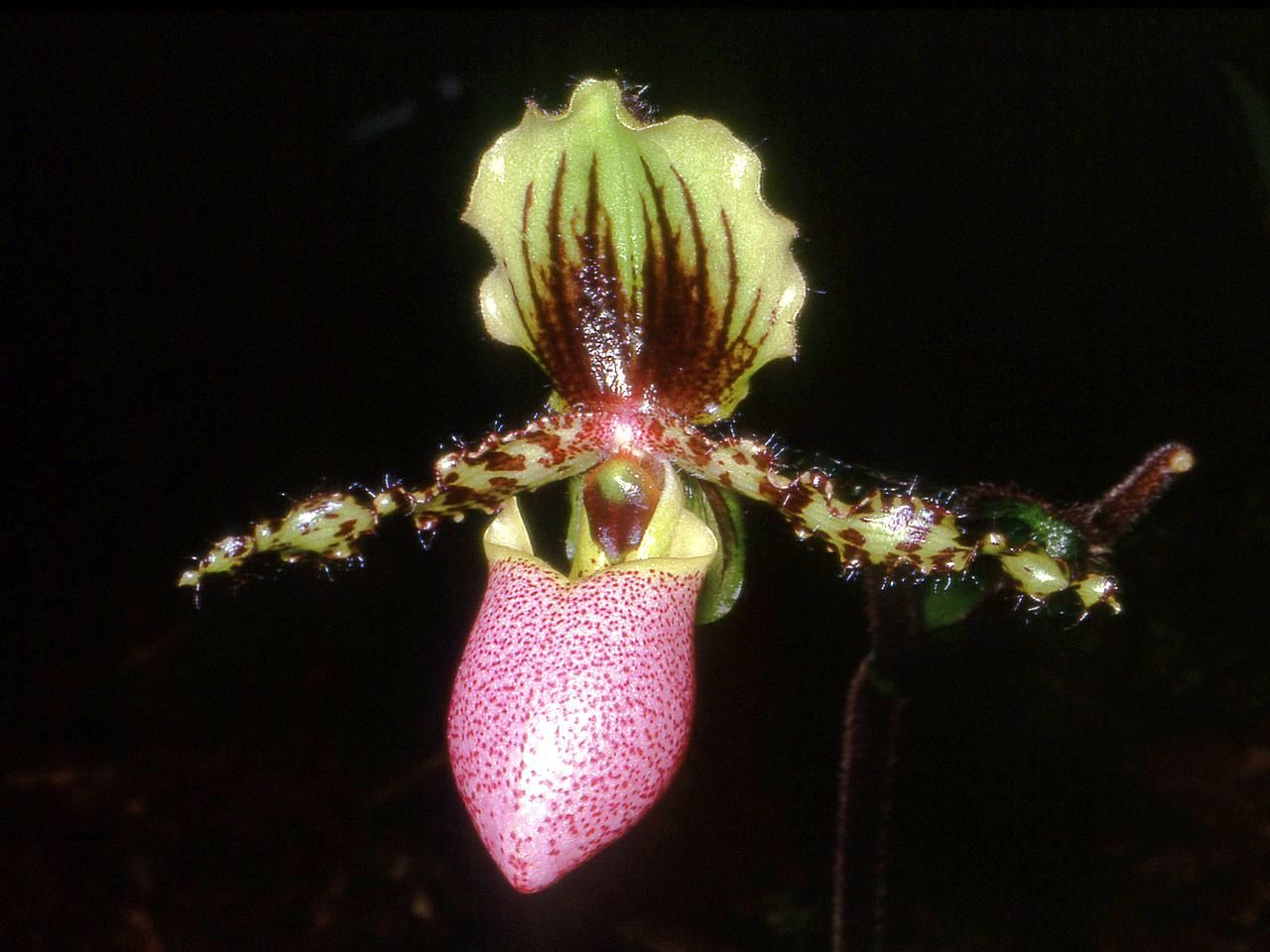
Paphiopedilum victoria-regina

## Coltivazione
Nonostante i Paphiopedilum provengano da climi molto diversi da quello mediterraneo si adattano abbastanza bene anche ai metodi di coltivazione amatoriali, se questi ultimi garantiscono il rispetto di poche semplici esigenze della pianta. 

Sono abbastanza tolleranti in fatto di temperature: la maggior parte delle specie resiste anche se tenute all'esterno con temperature limite di 5 °C per poche ore, in inverno, e 35 °C in estate, stando comunque molto attenti che la pianta non si disidrati. Le temperature ideali variano invece da specie a specie a causa delle diverse zone di provenienza: le specie provenienti da climi caldi, riconoscibili dalla livrea delle foglie maculata, adorano temperature comprese tra 15 °C e 29 °C mentre quelle provenienti da climi freddi, con foglie verde uniforme, preferiscono temperature comprese tra 8 °C e 24 °C. A livello amatoriale comunque si possono ottenere ottimi risultati mantenendo una temperatura mite per tutte le specie senza particolari accorgimenti.

Anche per quanto riguarda la luce si può dire che il genere Paphiopedilum non ha esigenze molto raffinate. Queste piante infatti gradiscono posizioni molto luminose ma riescono a vivere e a fiorire meravigliosamente anche con luminosità inferiore a quella richiesta da molte altre specie della famiglia. Occorre invece evitare l'esposizione prolungata ai raggi solari diretti che macchiano e rovinano le foglie. Poiché i Paphiopedilum sono sprovvisti di pseudobulbi non hanno a disposizione grosse riserve di umidità e pertanto bosogna assolutamente evitare che rimangano senza acqua per periodi molto lunghi e anche perché le radici di Paphiopedilum non sono aeree come quelle di molte altre orchidee, quindi rischiano di morire se rimangono asciutte per molto tempo.

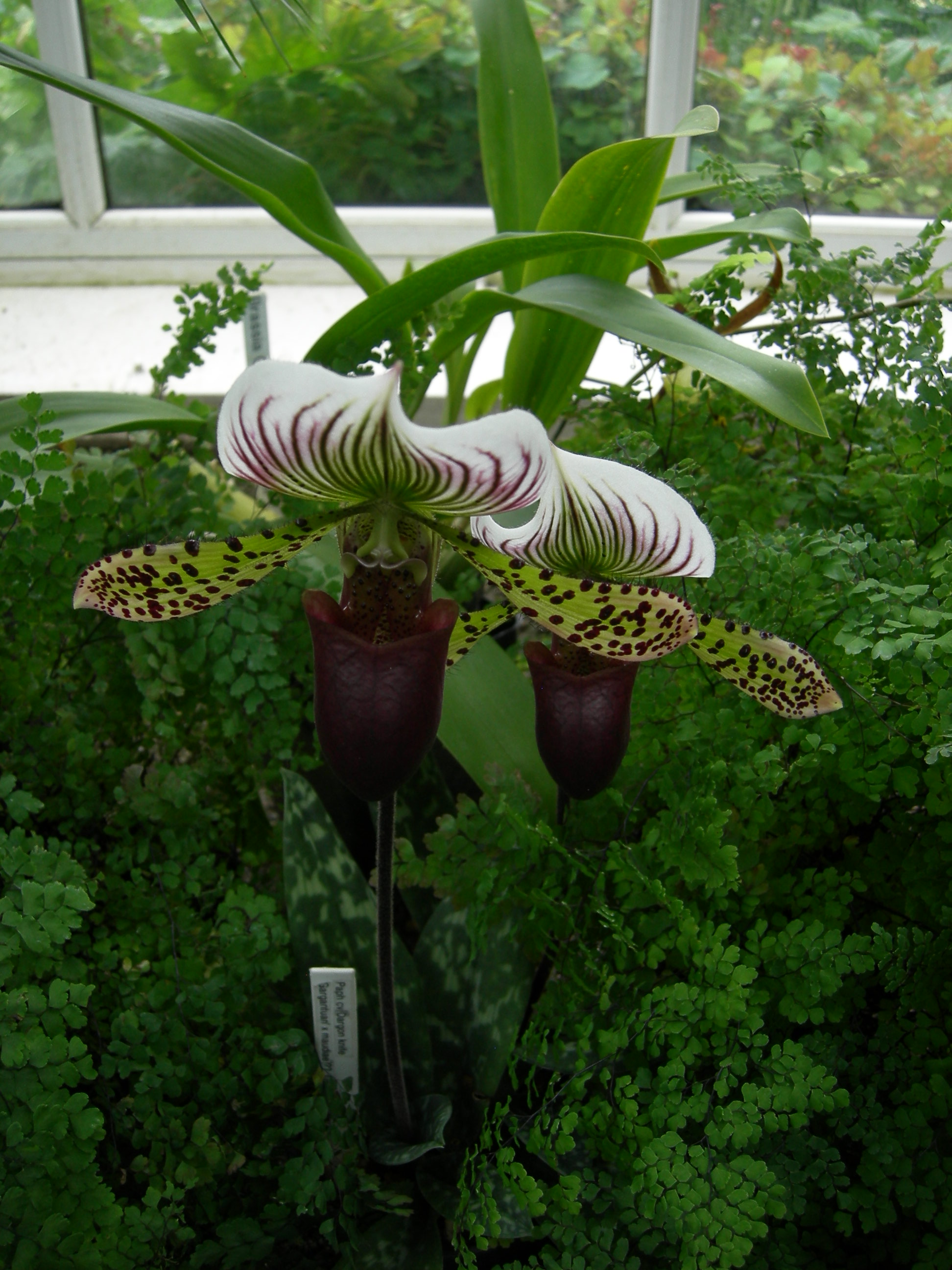
Fiori di un ibrido di Paphiopedilum

Durante l'attività vegetativa si può somministrare dopo l'innaffiatura del buon concime NPK bilanciato, diluendo molto le dosi indicate sulle confezioni. L'apparato radicale, in genere molto fitto, ha bisogno di un'abbondante ossigenazione e richiede quindi un'elevata porosità del terreno e un buon drenaggio atti a evitare pericolose asfissie radicali dovute a ristagni idrici persistenti che portano con sé quasi sempre marciumi. Queste patologie sono molto spesso causa di morte nelle piante coltivate.
È importante assicurare anche una buona umidità ambientale ma evitare che questa sia stagnante. In casa può essere efficace porre i vasi sopra uno strato di argilla espansa mantenuta umida, stando però attenti che la base del vaso non venga a contatto con l'acqua stagnante. Il rinvaso va effettuato quando il substrato si presenta molto deteriorato o infetto da muffe o parassiti.
Quando si rinvasa occorre scegliere un nuovo vaso più grande solo di una o due misure, colmando gli spazi vuoti con del substrato inerte leggero e a grossa pezzatura, come il bark (le scaglie di corteccia trattata per orchidee), perlite e argilla espansa. Nell'eseguire il rinvaso, occorre sostituire il più possibile del vecchio substrato stando molto attenti a non danneggiare le radici sane ma eliminando quelle morte con strumenti ben puliti. 

Se ben coltivati i getti maturi possono fiorire meravigliosamente e verranno velocemente raggiunti dai nuovi getti in veloce crescita. In generale però la coltivazione amatoriale necessita di una notevole dose di pazienza: i nuovi getti possono impiegare anche qualche anno prima di arrivare alla fioritura, soprattutto se ci sono stati dei rinvasi o qualche stress di varia natura.

## Riproduzione

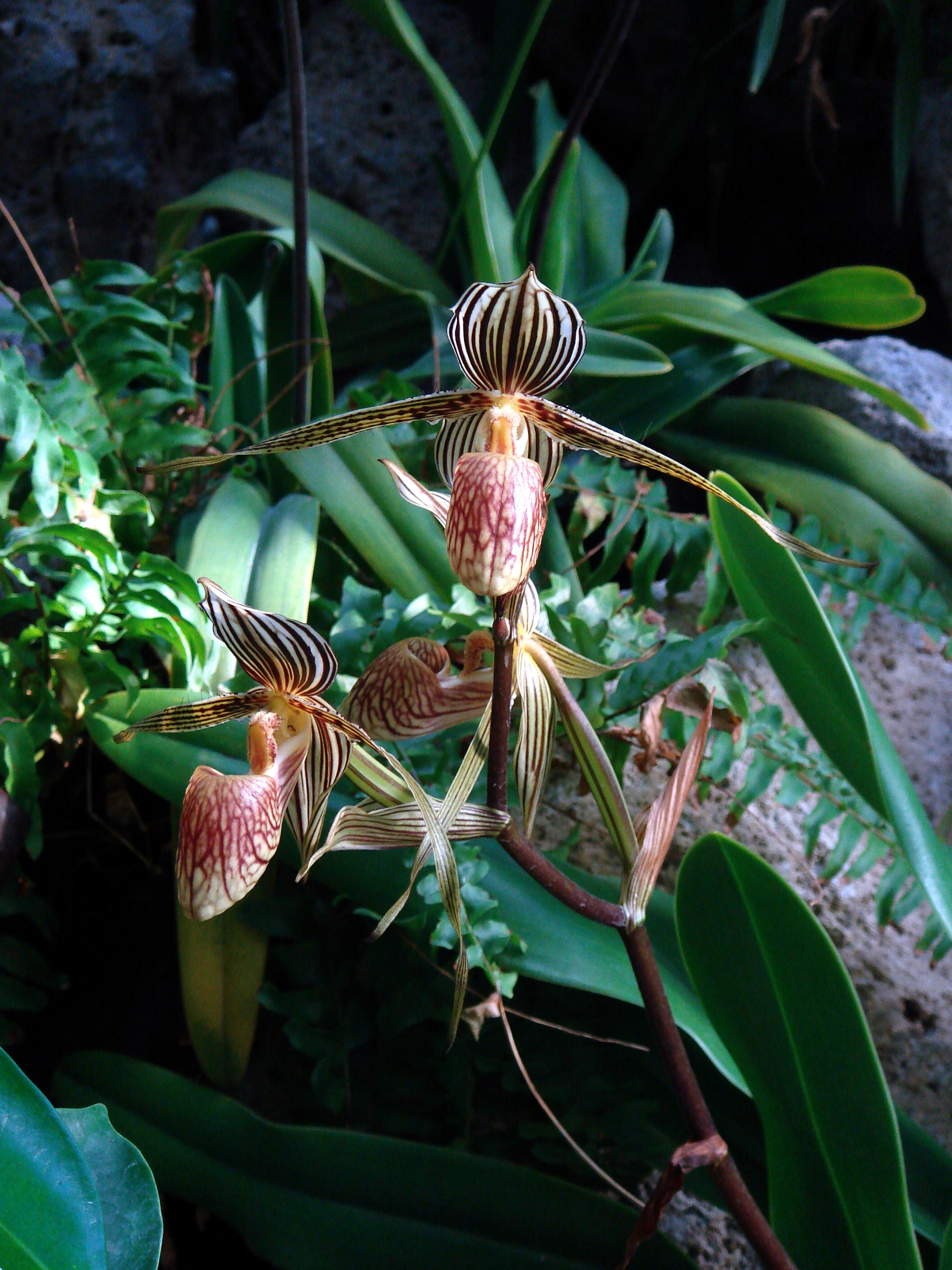
Fiori di un ibrido di Paphiopedilum

Se ben coltivati i Paphiopedilum si espandono dando luogo a nuovi getti laterali. Gli esemplari più sviluppati possono essere moltiplicati separando molto delicatamente i getti facendo attenzione che ogni porzione conservi molti getti e un apparato radicale ben sviluppato. Se queste condizioni non possono essere rispettate è decisamente meglio non dividere la pianta per non comprometterne gravemente la salute. Dopo la separazione è importante tenere il substrato solo appena umido per qualche settimana per dare il tempo alle radici di riprendere il loro ciclo funzionale e si deve tenere in conto un notevole rallentamento nell'attività vegetativa e un allontanamento della fioritura.

La semina di queste piante, come di tutte le Orchidaceae è particolarmente difficile e, sebbene possa essere effettuata, richiede comunque molte precauzioni e tempi lunghi. Le capsule formatesi dopo l'impollinazione del fiore impiegano circa sei mesi a maturare e contengono varie migliaia di piccolissimi semi, che non contengono alcun nutrimento. Le piante aumentano le probabilità di riprodursi aumentando il numero dei semi ma la buona riuscita della moltiplicazione in natura dipende da un fungo, grazie ad una simbiosi chiamata Micorriza, in cui il fungo produce come sostanze di scarto zuccheri ed altro che vengono utilizzati dalle orchidee neonate per crescere fino alla creazione delle prime radici. Il miglior metodo per moltiplicare artificialmente queste piante tramite semina è seminare in vitro su un terreno di coltura sterile che in grado di fornire ai germogli quelle sostanze di cui hanno bisogno.